# Jackson (Kentucky)
Jackson è una città degli Stati Uniti d'America, capoluogo della contea di Breathitt in Kentucky.